# 上田正治
上田 正治（うえだ しょうじ、1938年〈昭和13年〉1月1日 - 2025年〈令和7年〉1月16日）は、日本映画の撮影監督。千葉県船橋市出身。

## 経歴
1956年に東宝撮影所の撮影助手として入社。
1985年に黒澤明監督の映画、乱で撮影を担当。アカデミー撮影賞にノミネートされる。
2025年1月16日、急性心筋梗塞のため横浜市の病院で死去。87歳没。

## 代表作

### 撮影助手作品
- モスラ（1961年）

### 撮影監督作品
- だまされて貰います（1971年）
- しあわせ（1974年）
- エスパイ（1974年）
- 若大将シリーズ
  - がんばれ!若大将（1975年）
  - 激突!若大将（1976年）
  - 帰ってきた若大将（1981年）
- 極底探険船ポーラーボーラ（1977年）
- 乱れからくり（1979年）
- 黒澤明監督
  - 影武者（1980年）
  - 乱（1985年）
  - 夢（1990年）
  - 八月の狂詩曲（1991年）
  - まあだだよ（1993年）
- グッドラックLOVE（1981年）
- ウィーン物語 ジェミニ・YとS（1982年）
- ほんの5g (1988年)
- 雨あがる（2000年）
- 阿弥陀堂だより（2002年）
- 蕨野行（2003年）
- 明日への遺言（2007年）
- 俺は、君のためにこそ死ににいく（2007年）
- 蜩ノ記（2014年）
- 峠 最後のサムライ（2020年）
- 雪の花 -ともに在りて-（2025年）※遺作

## 受賞歴
- 第47回日本アカデミー賞 会長功労賞[2]
- 第38回日本アカデミー賞 優秀撮影賞（『蜩ノ記』）[3]
- 第26回日本アカデミー賞 優秀撮影賞（『阿弥陀堂だより』）[4]
- 第24回日本アカデミー賞 最優秀撮影賞（『雨あがる』）
- 第55回毎日映画コンクール 撮影賞（『雨あがる』）[5]
- 第17回日本アカデミー賞 最優秀撮影賞（『まあだだよ』）
- 第15回日本アカデミー賞 最優秀撮影賞（『八月の狂詩曲（ラプソディー）』）[6]
- 第14回日本アカデミー賞 優秀撮影賞

（『夢』）
- 第45回毎日映画コンクール 撮影賞（『夢』）
- 第9回日本アカデミー賞 優秀撮影賞（『乱』）[8]